# Thomas Buttenschøn
Thomas Buttenschøn (født 22. marts 1985 i Zambia) er en dansk sanger, jazzmusiker og sangskriver, der i 2006 hittede med sangen "Fantastiske mandag" fra albummet af samme navn, der udkom den 26. september 2006. Pladens genrer er hovedsageligt jazz, funk, pop og blues. I 2008 fulgte Billeder af min baggård, og begge album har tilsammen solgt 50.000 eksemplarer.

## Opvækst og karriere
Hans zambianske mor og danske far mødte hinanden, da faderen var ulands-frivillig for Mellemfolkeligt Samvirke. Thomas blev født i Zambia, men flyttede sammen med resten af familien til Danmark inden for et år. Thomas er vokset op ved Gylling ikke langt fra Odder. Hans far døde af aids i foråret 1994, og under en rejse i Zambia året efter blev moderen offer for malaria. Efter det blev Thomas opfostret af en plejefamilie. Buttenschøn er fra fødslen blevet smittet med HIV. Han er desuden blevet opereret flere gange for overtryk i hjernen.
Musikinteressen startede, da han var seks år, hvor en af pædagogerne i skolefritidsordningen fik ham til at spille først på trommer og sidenhen bas. Senere startede han på Vestbirk Musikhøjskole.
I 2005 flyttede Thomas til Nørrebro. Samme år modtog han Danske Banks talentpris, der gav ham mulighed for at indspille nummeret Fantastiske Mandag, der også er den første single på debutalbummet. Året efter vandt han P3 Guld-prisen i kategorien "P3 talentet".
Den 15. august 2011 udsendte Buttenschøn sit fjerde studiealbum, Vinden der blæser. Albummet er produceret af Lars Skjærbæk, og er ifølge sangeren "mere ærligt, mere hudløst og mere alvorligt end tidligere."
I 2014 optrådte han til standup-showet Comedy Aid.
I 2016 deltog han i sæson 13 af Vild Med Dans sammen med Mie Moltke, hvor de endte på en fjerdeplads. 
I 2018 er han dommer i Danmark har talent.

## Privat
Buttenschøn dannede par med tv-vært Mille Gori. De har officielt dannet par siden 2017 og annoncerede i deres forlovelse i 2019. I et interview i 2023 forklare Buttenschøn dog at parret gik fra hinanden i løbet af 2022, inden det planlagte bryllup. 

## Bandmedlemmer
- Thomas Buttenschøn – Sang/guitar
- Mads Reinhold – Guitar
- Oliver McEwan – Bas
- Erik Svendsen Laustsen – Trommer
- Mathias Holm – Keyboard

## Diskografi

### Album
| Titel                         | Album detaljer                                                                 | Højeste placering | Certificering |
| Titel                         | Album detaljer                                                                 | Danmark           | Certificering |
| ----------------------------- | ------------------------------------------------------------------------------ | ----------------- | ------------- |
| Fantastiske mandag            | - Udgivet: 25. september 2006 - Selskab: Noob Factory, Playground - Format: CD | 12                | - Guld        |
| Billeder af min baggård       | - Udgivet: 3. marts 2008 - Selskab: Noob Factory, Playground - Format: CD      | 2                 | - Platin      |
| Køter                         | - Udgivet: 22. februar 2010 - Selskab: Universal - Format: CD                  | 6                 |               |
| Vinden der blæser             | - Udgivet: 15. august 2011 - Selskab: Universal - Format: LP, CD               | 4                 |               |
| Sange der ikke er til radioen | - Udgivet: 4. september 2014 - Selskab: #vokseværk - Format: LP                |                   |               |
| Cana's Album                  | - Udgivet: 11. december 2015 - Selskab: ArtPeople - Format:                    |                   |               |
| Er der godt vejr i himlen?    | - Udgivet: 8. februar 2019 - Selskab: - Format:                                |                   |               |

### EP'er
| Titel                           | Album detaljer                                                           |
| ------------------------------- | ------------------------------------------------------------------------ |
| Hvad er det jeg er flygtet fra? | - Udgivet: 18. oktober 2013 - Selskab: A:larm - Format: Digital download |